# كريستيانو رونالدو: العالم عند قدميه
كريستيانو رونالدو: العالم عند قدميه (بالإنجليزية: Cristiano Ronaldo: The World at His Feet)‏ هو فيلم وثائقي إسباني 2014 من إخراج تارا بيرنيا. يتبع حياة ومسيرة اللاعب البرتغالي كريستيانو رونالدو، الذي كان يلعب لنادي ريال مدريد الإسباني وقت إصدار الفيلم الوثائقي. تم إصداره عبر فيميو في يونيو 2014.
يروي الفيلم الوثائقي الممثل بيندكت كامبرباتش.

## وصلات خارجية
- كريستيانو رونالدو: العالم عند قدميه على موقع IMDb (الإنجليزية)
- كريستيانو رونالدو: العالم عند قدميه على موقع روتن توميتوز (الإنجليزية)
- كريستيانو رونالدو: العالم عند قدميه على موقع أول موفي (الإنجليزية)
- كريستيانو رونالدو: العالم عند قدميه على موقع فيلمافينيتي (الإسبانية)
- كريستيانو رونالدو: العالم عند قدميه على موقع قاعدة بيانات الفيلم (الإنجليزية)
- كريستيانو رونالدو: العالم عند قدميه على موقع ليتربوكسد (الإنجليزية)
- كريستيانو رونالدو: العالم عند قدميه على موقع كينوبويسك (الروسية)
- كريستيانو رونالدو: العالم عند قدميه  في قاعدة بيانات الأفلام على الإنترنت (بالإنجليزية)
- كريستيانو رونالدو: العالم عند قدميه في أول موفي
- كريستيانو رونالدو: العالم عند قدميه في روتن توميتوز.